# 加藤幹雄
加藤 幹雄（かとう みきお、明治2年（1869年） - 大正5年（1916年））は、日本の弁護士。

## 経歴
明治2年、庄内藩に生まれる。旧制山形中学校、共立中学校、司法省正則法学校、第一高等中学校を経て、帝国大学法科大学に入学し、首席で卒業後、同大学院で国際法を研究し、弁護士となる。仙台で活躍した後、山形に戻り、鶴岡で生涯を送った。

## 人物
- 内務官僚・政治家の加藤精三は息子、政治家の加藤紘一は孫、政治家で衆議院議員の加藤鮎子は曾孫に当たる。
- 親友に、同郷で東大の同窓生である高山樗牛が居る。